# Ray Benson
Ray Benson (Filadelfia, 16 marzo 1951) è un cantante e chitarrista statunitense.
Nel 1969, insieme a Lucky Oceans (Reuben Gosfield) ha cofondato il gruppo Asleep at the Wheel, che nel corso della sua storia ha pubblicato oltre venti album e vinto nove Grammy. Nel 2003 ha pubblicato il suo primo album da solista intitolato Beyond Time.

## Discografia
Asleep at the Wheel

Solista
- 2003 - Beyond Time
- 2014 - A Little Piece